# 三戶町
三戶町（日语：／ Sannohe machi */?）是位於日本青森縣南邊的町，隸屬於三戶郡。町名源自於中世紀時南部氏為管理飼養戰馬的牧場而進行的區域劃分。轄區地處奧羽山脈北部的斜坡，熊原川流經城鎮中心並往東北流。三戶町在南部氏移居至盛岡前作為其城下町而發展，江戶時代則作為奥州街道和鹿角街道的交會之地而相當繁榮。當地以商業及農業為主，生產蘋果和大蒜等農產品。

## 地理
三戶町境內約65.1%的面積被山林覆蓋，20.5%的土地為農業用地。轄區地處奧羽山脈北部的斜坡，一級河川馬淵川與熊原川、猿邊川流經町内，當地的聚落多集中在這些河川的流域内。

### 氣候
根據統計，三戶町的年均溫為10℃，年降雨量則約1000毫米。由於轄區地處青森縣內陸，因此從太平洋挾帶涼冷潮濕空氣的東北風對當地的影響較小。

## 歷史
三戶町自數千年前便有人類定居，境內曾發掘出許多繩紋時代的遺跡與文物，年代最久的遺跡則可追溯至繩紋時代的草創期。其中位於東南部的泉山遺跡挖掘出許多土器、石器與翡翠等文物。奈良時代至平安時代，日本北方的蝦夷曾居住在流經境内的河川沿岸。平安時代末期，三戶地區則被稱為「糠部」。
鎌倉時代，源賴朝為培育戰馬，而在三戶地區在內的青森縣南部至岩手縣北部設置牧場，並讓甲斐國的南部氏轉封至此以便管理。而南部氏為管理這些牧場，便將這些片區域劃分為9塊區域，並從一戶命名至九戶，此為「三戶」此一地名的由來。當時的三戶地區包含現今的三戶町、南部町與田子町，南部氏移封至此後在此區域建立居城，三戶地區便作為其城下町而發展。
永祿年間（1558年至1570年），南部氏第24代當主南部晴政於當地興建三戶城。天正18年（1590年），豐臣秀吉授予南部信直對三戶在內的周邊地區的管轄權，其領地擴大至現今岩手縣的北上市。之後三戶南部氏移居至盛岡，同時也在三戶城設立城代，將三戶城作為其領地內的重要支城而經營。江戶時代，由於三戶地區是奥州街道和鹿角街道交會的要地，因此街道上的人流熙來攘往，使當地相當繁榮。
1889年（明治22年），日本實施町村制，同心町、八日町、馬喰町、二日町、在府小路町、六日町、川守田町、久慈町、川守田村及梅內村的部分區域合併成三戶町。1955年（昭和30年）3月20日 ，三戶町、與斗川村、留崎村、猿邊村合併成現今的三戶町。

## 行政
現任町長松尾和彥於2020年11月成功連任，其任期將持續至2024年12月。

## 經濟

### 產業
- 農業：當地為煙草的主要產地。
- 畜牧業：肉雞中心,也是三戶田子牛的產地。

### 郵政

#### 配送據點
- 郵政事業八戶西分店
  - 三戶配送中心

#### 郵政局
- 三戶郵政局（84011）
- 目時簡易郵政局（84704）
- 梅內簡易郵政局（84728）
- 川守田簡易郵政局（84754）
- 斗川簡易郵政局（84793）
- 猿邊簡易郵政局（84803）

## 交通

### 鐵道
- 青森鐵道
  - 青森鐵道線：目時站

※三戶站位於南部町

### 巴士
- 南部巴士

### 道路
- 一般國道
  - 國道4號
  - 國道104號

#### 縣道
- 主要地方道
  - 青森縣道45號十和田三戶線
- 一般県道
  - 青森縣道134號櫛引上名久井三戶線
  - 青森縣道143號南部田子線
  - 青森縣道149號目時停車場線
  - 青森縣道152號三戶停車場線
  - 岩手縣道、青森縣道182號野上斗内線
  - 青森縣道216號戶来岳貝守線
  - 青森縣道217號貝守斗内線
  - 青森縣道227號名久井岳公園線
  - 青森縣道258號三戶南部線
- 農道
  - 廣域農道：三戶廣域農道
  - 三戶望鄉大橋

## 觀光

### 景點、遺跡
- 三戶城址（縣立城山公園）：戰國時代為南部氏的主城。
- 斗內千人塚墳丘、供養塔（斗內字清水田）縣歷史遺跡 （页面存档备份，存于），弔唁在天明飢荒時的餓死的死者。
- 泉山的登拜儀式：指定為重要無形民俗文化財產。（页面存档备份，存于）
- 佐瀧本店（八日町）登錄為有形文化財產。為青森縣內現存最古老鋼筋混凝土建築物。
- 歷史民俗資料館（城山公園内、梅內字城ノ下）
- 桑樹（六日町）縣自然保護植物，樹齡約120年。（页面存档备份，存于）
- 關根的松樹〔川守田字関根〕縣自然保護植物，估計樹齡約360年，位於南部藩御野地馬別當一家五右面衛門住宅遺跡。（页面存档备份，存于）
- 檜山御前五輪塔（同心町字古間木平）縣重要資產，被認定為檜山御前（南部信直的次女）的墓地。（页面存档备份，存于）
- 稻荷神社（斗內字田屋ノ下）本殿（縣重要資產）（页面存档备份，存于）

### 祭典、特別活動
- 道之驛三戶
- 南部俵づみ歌曲、舞蹈：慶祝時所唱出的祝賀歌。
- さんのへ夏祭（提燈祭）
- 三戶三社大祭

## 地域

### 教育

#### 高校
- 青森縣立三戶高校

#### 中學
- 三戶町立三戶中學
- 三戶町立杉澤中學

2013年，三戶中學與三戶小學整合成三戶校園。

#### 小學
- 三戶町立三戶小學
- 三戶町立斗川小學
- 三戶町立杉澤小學

2006年，目時小學及2009年，三戶北小學與三戶小學合併。

### 所屬警察署
- 三戶警察署

### 所屬消防署
- 八戶地域廣域市町村圈事務組合三戶消防署

### 金融
- 青森銀行三戶分店
- 陸奥銀行三戶分店
- 青森縣信用組合三戶分店

### 其他主要機關、企業
- 太子食品工業：大豆產品加工銷售

## 姐妹城市、提攜都市

### 國外
- 澳洲新南威爾士州譚沃思城 - 2001年（平成13年）7月5日 姐妹城市提攜 在文化及教育等交流。

### 國內
- 靜岡縣榛原町（現牧之原市） - 1988年（昭和63年）10月2日 友好都市提攜 在兒童及學生間作文化及教育等交流。

## 本地出身的名人
- 鏡里喜代治：力士、第42代橫綱。為青森縣力士中第一位橫綱。
- 時津浪朋納：力士、十兩。
- 松尾官平：政治家。擔任參議院議員達16年。在1995年（平成7年）8月至1998年（平成10年）7月期間擔任參議院副議長。
- 吉原忠男（海庭良和）：醫生、推理作家。埼玉縣醫生會長。
- 金田一國士：實業家。花卷溫泉創立者。
- 武士澤友治：騎師。JRA所屬騎師。